# Meseta de Potwar
La meseta de Potwar (Pothwari:پوٹھوار, Urdu: سطح مرتفع پوٹھوہار) es una meseta del noreste de Pakistán, que forma la parte norte del Punjab. Limita con las partes occidentales de Azad Kashmir y la parte sur de Jaiber Pastunjuá. La región fue la cuna de la antigua cultura soaniana, lo que se evidencia en el descubrimiento de fósiles, herramientas, monedas y restos de antiguos yacimientos arqueológicos.

## Demografía
El idioma principal de la región es el Pahari-Pothwari en la mitad oriental de la meseta en los distritos de Rawalpindi, Jhelum (parcialmente), Islamabad y Mirpur, mientras que el hindko se habla en la mitad occidental de la meseta en los distritos de Attock y Chakwal. El punjabi también se habla junto con el urdu.
Potwar está habitado por muchas tribus diferentes, como los awans, gujjars, khatris, abbasi, syeds, jatts, rajputs y otras. Antes de la partición de la India, los khatris, los brahmanes mohyal y los aroras, también estaban presentes en gran número en toda la región.

## Geografía
La meseta de Potwar limita al este con el río Jhelum, al oeste con el río Indo, al norte con la cordillera de Kala Chitta y las colinas de Margalla, y al sur con la cordillera de la Sal. La cordillera de Kala Chitta atraviesa la meseta en dirección este, hacia Rawalpindi; los valles de los ríos Haro y Soan cruzan la meseta desde las estribaciones orientales hasta el Indo. Las murallas de la Cordillera de la Sal, que se extienden de este a oeste en el sur, separan Potwar de la llanura del Punjab. La meseta de Potwar incluye partes de los actuales cuatro distritos de Jhelum (parcialmente), Chakwal y Rawalpindi. El terreno es ondulado. La cordillera de Kala Chitta se eleva a una altura media de 450-900 metros y se extiende unos 72 kilómetros. El río Swaan nace en la cercana Murree y desemboca cerca de Kalabagh en el río Indo. Sakesar (distrito de Khushab) es la montaña más alta de esta región y Tilla Jogian, en Jhelum, es la segunda más alta. La mayoría de las colinas y ríos están bordeados por cinturones de barrancos disecados. Los arroyos, debido al constante rejuvenecimiento, son profundos y de poca utilidad para el riego.
La diversa fauna incluye el urial, chinkara, chukar, liebre, mangosta, jabalí y marta de garganta amarilla . El cráneo fósil de Sivapithecus indicus de una especie de simio extinto fue descubierto en la meseta de Potwar.

## Economía
La agricultura depende en gran medida de las precipitaciones, que alcanzan una media de 380-500 mm anuales; la pluviosidad es mayor en el noroeste y disminuye hasta la aridez en el suroeste. Los principales cultivos son el trigo, la cebada y el sorgo, y las legumbres, las cebollas, los melones y el tabaco se cultivan en las zonas más fértiles cercanas al río Indo.
En la meseta se encuentran importantes yacimientos petrolíferos paquistaníes, los primeros de los cuales se descubrieron en Khaur (1915) y Dhuliān (1935); el yacimiento de Tut se descubrió en 1968, Missa Keswal se descubrió en 1992 y la exploración continuó en la zona en la década de 1990. Los campos petrolíferos están conectados por oleoducto a la refinería de Attock, en Rawalpindi.
Se ha descubierto una importante reserva de petróleo cerca de Jhelum, en el Punjab, lo que abre una nueva zona de explotación del potencial de hidrocarburos (por ejemplo, el campo de Meyal). Con una producción estimada de 5.500 barriles diarios, se espera que el pozo petrolífero Ghauri X-1 sea el mayor del país y es probable que empiece a aportar su producción al sistema a finales de junio de 2014. Debido a la escasa pluviosidad, la extensa deforestación, la minería del carbón y la exploración de petróleo y gas, la zona se está quedando sin vegetación. Las zonas subacuáticas de los lagos (Uchali, Khabeki, Jhallar y Kallar Kahar) se han reducido a áreas mucho más pequeñas que en el pasado.
La región de Pothohar también presta su nombre al modelo Suzuki Jimny SJ-410, que fue calificado como Suzuki Potwar para el mercado paquistaní.
Las principales ciudades, Islamabad y Rawalpindi, y las más pequeñas, Kallar Syedan, Chakwal, Gujar Khan Sohawa y Attock, están situadas en la meseta.

## Historia

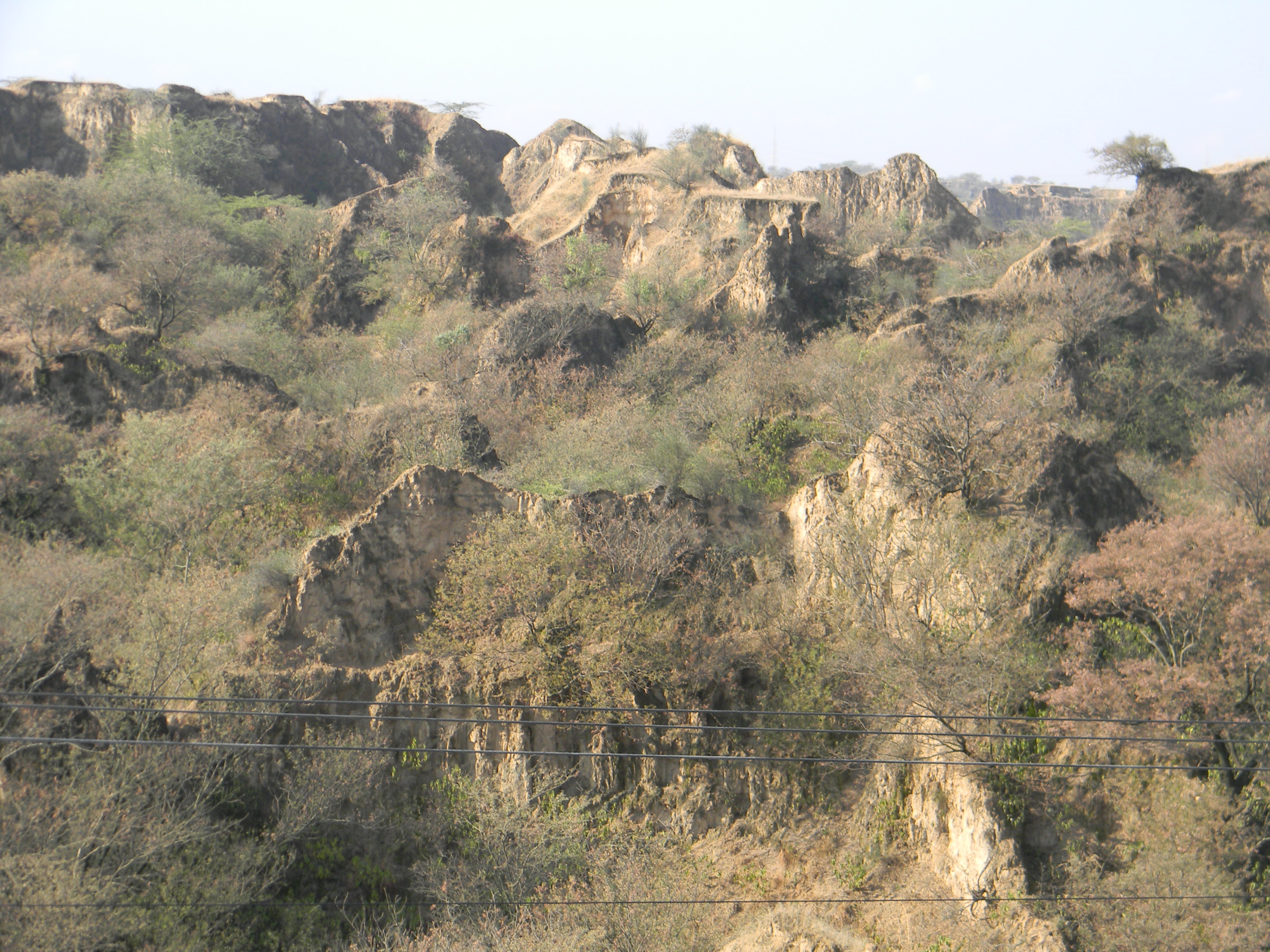
Escenario de la meseta de Pothohar

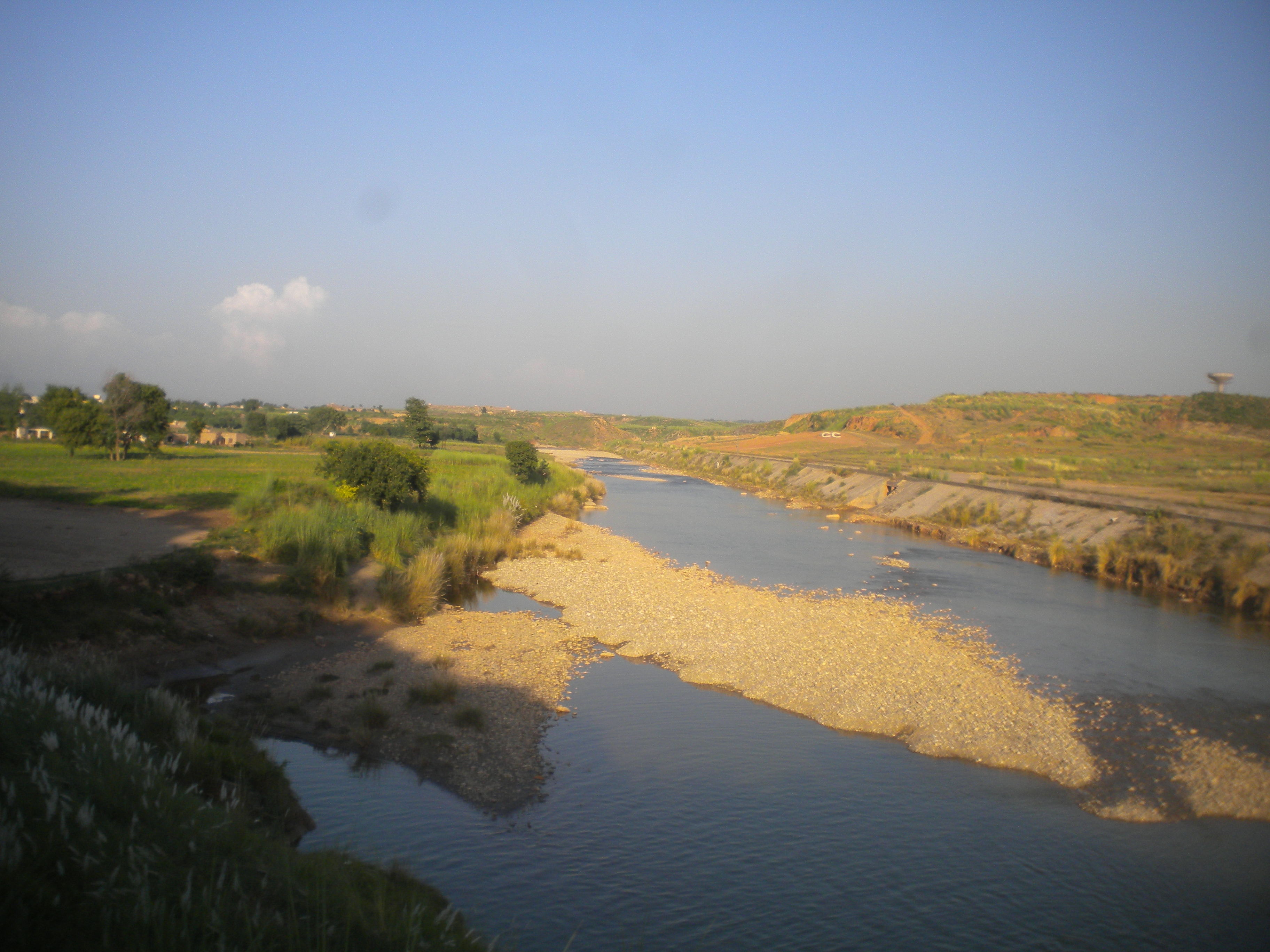
Arroyo Ling

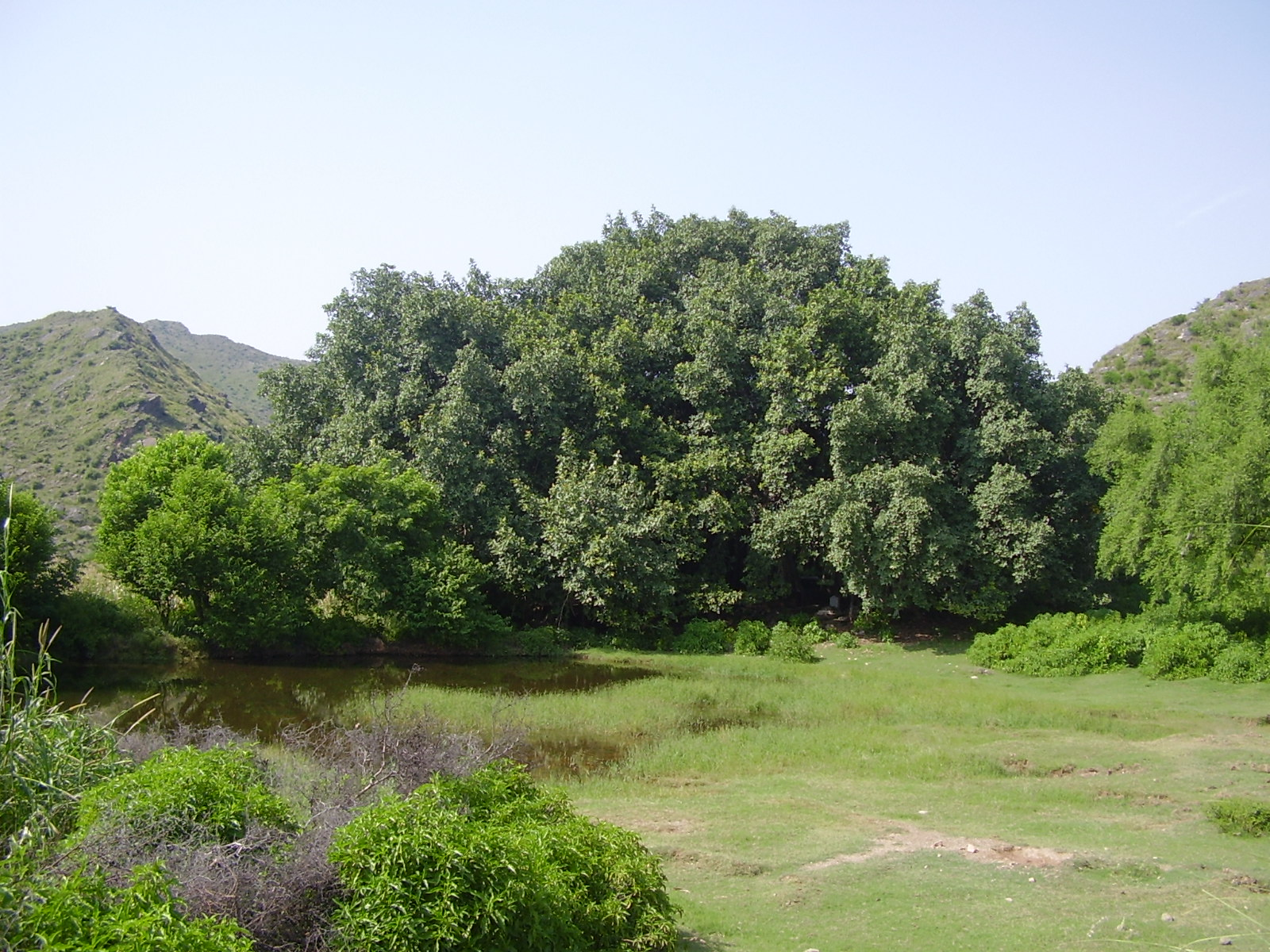
Un baniano centenario en el interior del Fuerte Pharwala, en Potwar.

La cultura soaniana se desarrolló en la meseta. Se sabe que la civilización del Valle del Indo floreció en la misma región entre los siglos XXIII y XVIII a. C. En la meseta se han encontrado algunos de los artefactos de la Edad de Piedra más antiguos del mundo, que datan de entre 500.000 y 100.000 años. La piedra bruta recuperada en las terrazas del Soan lleva el relato de la molienda y los esfuerzos humanos en esta parte del mundo desde el periodo interglaciar.
Los pueblos de la Edad de Piedra producían sus equipos de forma suficientemente homogénea como para justificar su agrupación. Hacia el año 3000 a. C., se desarrollaron en la zona pequeñas comunidades de aldeas que dieron lugar a las primeras raíces de la civilización.
Taxila fue la capital de la antigua Gāndhāra, situada en la orilla oriental del río Indo, la unión fundamental del subcontinente indio y Asia central; fue fundada alrededor del año 1000 a. C. Algunas ruinas de Taxila datan de la época del Imperio persa aqueménida, seguido sucesivamente por el Imperio Maurya, el Reino indogriego, los indoescitas y el Imperio kushán. Debido a su ubicación estratégica, Taxila ha cambiado de manos muchas veces a lo largo de los siglos, y muchas entidades políticas compitieron por su control. Cuando las grandes rutas comerciales antiguas que conectaban estas regiones dejaron de ser importantes, la ciudad se hundió en la insignificancia y finalmente fue destruida en el siglo V por los invasores hunos. En el siglo XV, Pothohar pasó a formar parte del reino de Malik Jasrat, que había conquistado la mayor parte del Punjab al sultanato de Delhi. A mediados del siglo XIX, en la India británica, las ruinas de la antigua Taxila fueron redescubiertas por el arqueólogo británico Alexander Cunningham. En 1980, la UNESCO designó a Taxila como Patrimonio de la Humanidad. Según algunos relatos, la Universidad de la antigua Taxila se considera una de las primeras universidades del mundo. Debido a los extensos esfuerzos de conservación y mantenimiento, Taxila es uno de los lugares turísticos más populares de Punjab y atrae hasta un millón de turistas cada año

## Sitios importantes
La meseta de Pothohar tiene múltiples sitios históricos, que incluyen;

### Ruinas de Hindu Shahi
Las ruinas de Shahi, destruida por Mahmud de Ghazni en el siglo XI, y de la antigua Gandhara, destruida en el siglo VI por los hunas (indo-heftalitas), salpican el campo.

### Taxila
La antigua Taxila es un antiguo sitio del Patrimonio Mundial de la UNESCO ubicado en la meseta. Taxila (entonces llamada taksh-shila) era un centro de aprendizaje hindú y budista, conectado a través del paso de Khunjerab a la Ruta de la Seda, atrayendo a estudiantes de todo el mundo. La antigua Takshashila era famosa en todo el mundo por albergar una gran universidad. Quedó bajo el control del primer imperio persa conocido entonces como el Imperio aqueménida seguido por Alejandro el Grande y luego los Sasánidas. Como ciudad de Gandhara, floreció durante el siglo I-V d. C. Finalmente fue destruido en c.450-c.565 por los Hunas.

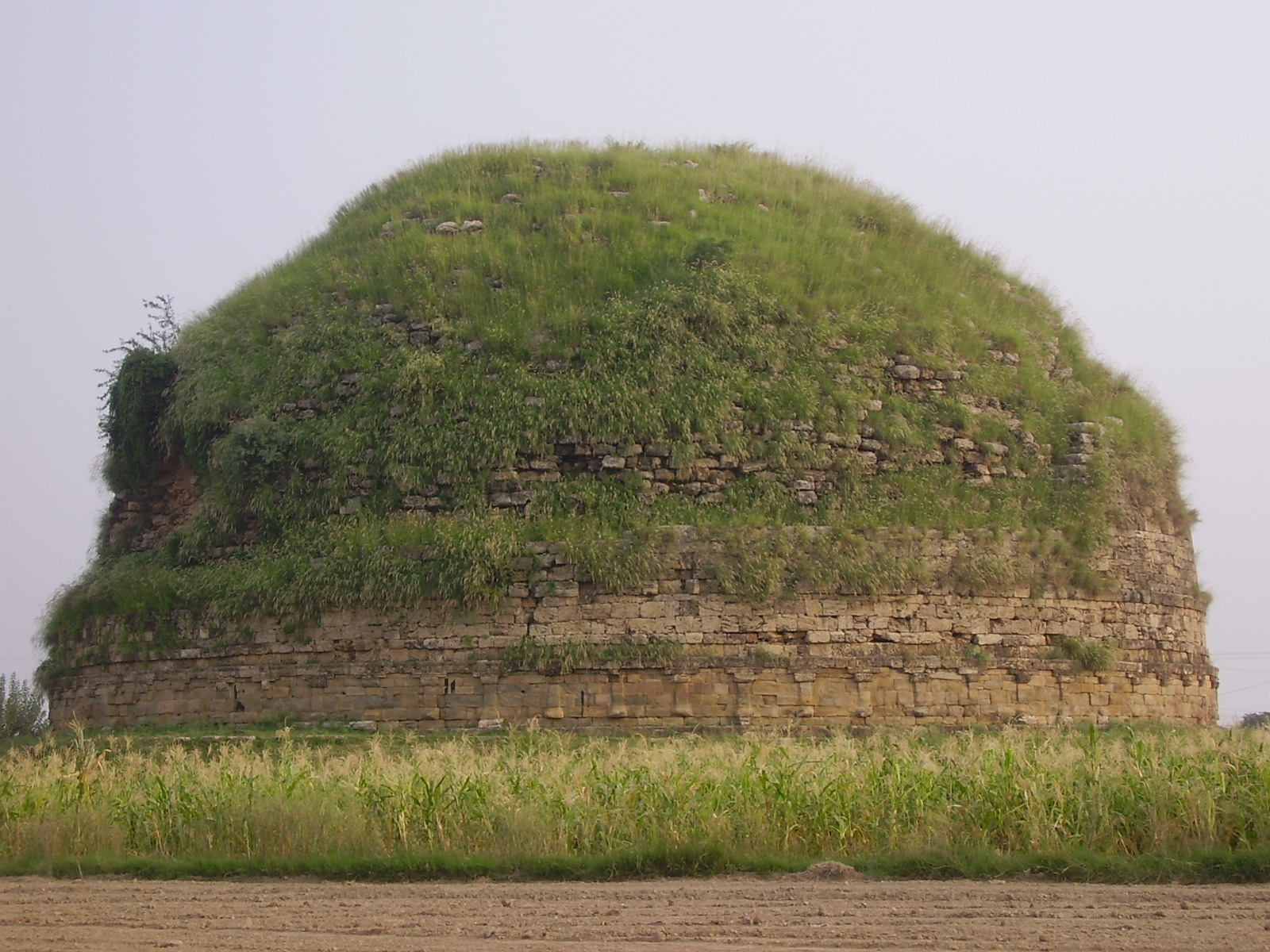
Estupa de Mankiala

Los restos materiales encontrados en el emplazamiento de la ciudad de Rawalpindi demuestran la existencia de un establecimiento budista gandhara contemporáneo de Taxila pero menos célebre que su vecino. Parece que la antigua ciudad también cayó en el olvido como consecuencia de la misma devastación de los hunas. El jefe gakhar Jhanda Khan la restauró y le dio el nombre de Rawalpindi en honor al pueblo Rawal en 1493 d. C. Hoy es la ciudad gemela de la capital de Pakistán, Islamabad, que se construyó junto a ella.

### Fuerte de Rohtas
El Fuerte de Rohtas, ubicado cerca de Potwar, es otro sitio del Patrimonio Mundial de la UNESCO, construido por Sher Shah Suri en 1541 para controlar a los Gakhars que permanecieron leales al depuesto emperador mogol Humayun.

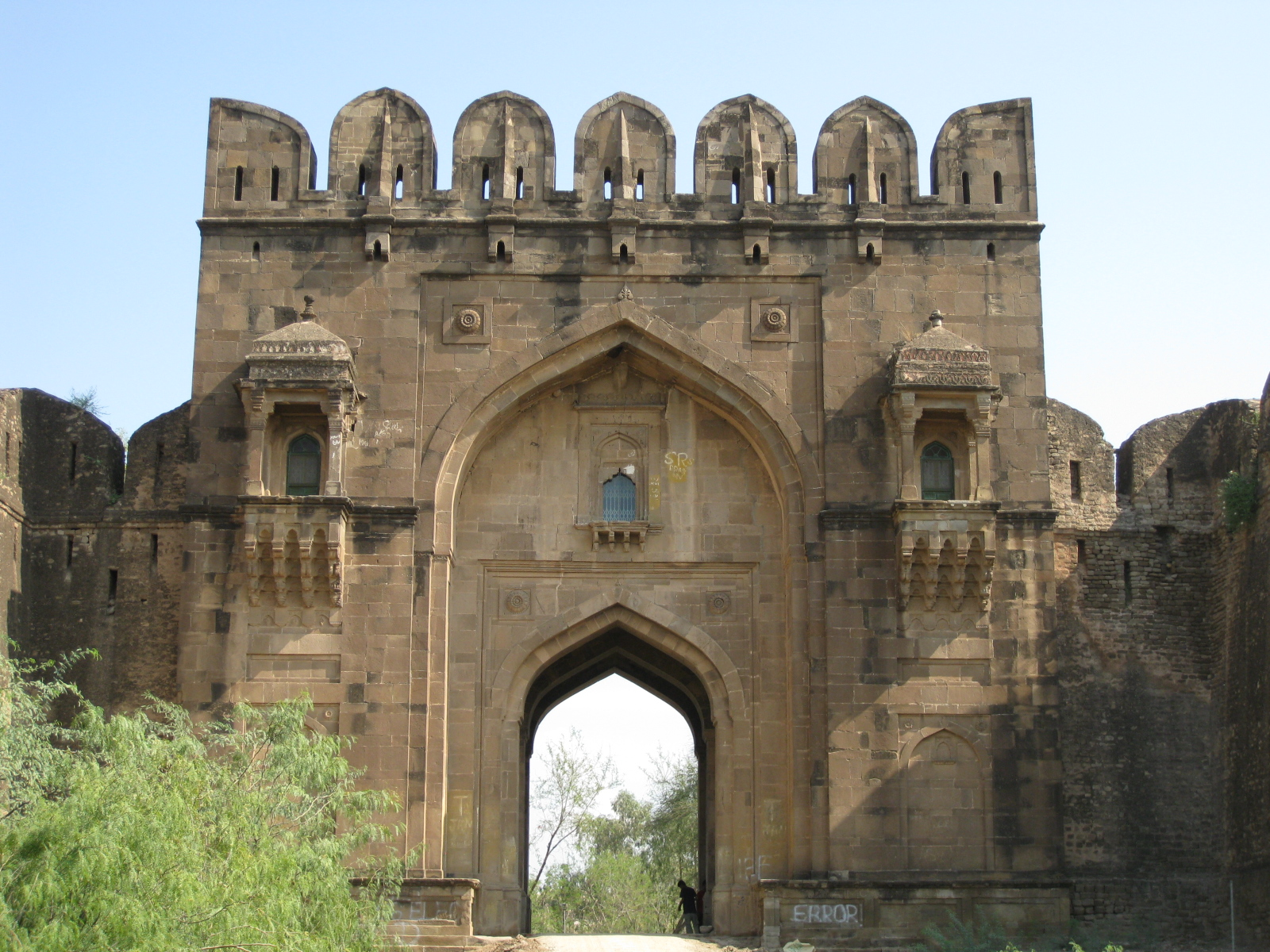
Puerta del fuerte de Rohtas

### Fuerte Rawat
El Fuerte Rawat está situado a 17 kilómetros (11 mi) al este de Rawalpindi, en la carretera del Gran Tronco que lleva a Lahore. La tumba de un jefe gakhar, el sultán Sarang Khan, se encuentra dentro del fuerte. Murió en 1546 luchando contra las fuerzas de Sher Shah Suri. Si uno se atreve a subir los escalones rotos del interior de la tumba, puede obtener una vista panorámica de la meseta y de la estupa Mankiala. Los restos de esta estupa budista se encuentran a unos 32 km al sureste de Rawalpindi, en el pueblo de Mankiala. Al parecer, esta estupa de Gandhara se construyó en el reinado de Kanishka (128-151 d. C.). Según la leyenda, Buda había sacrificado aquí partes de su cuerpo para alimentar a siete hambrientos cachorros de tigre. En 1930, se descubrieron en esta estupa varias monedas de oro, plata y cobre (660 - 730 d. C.) y un cofre de bronce con inscripciones de Kharosti

### Fuerte de Pharwala

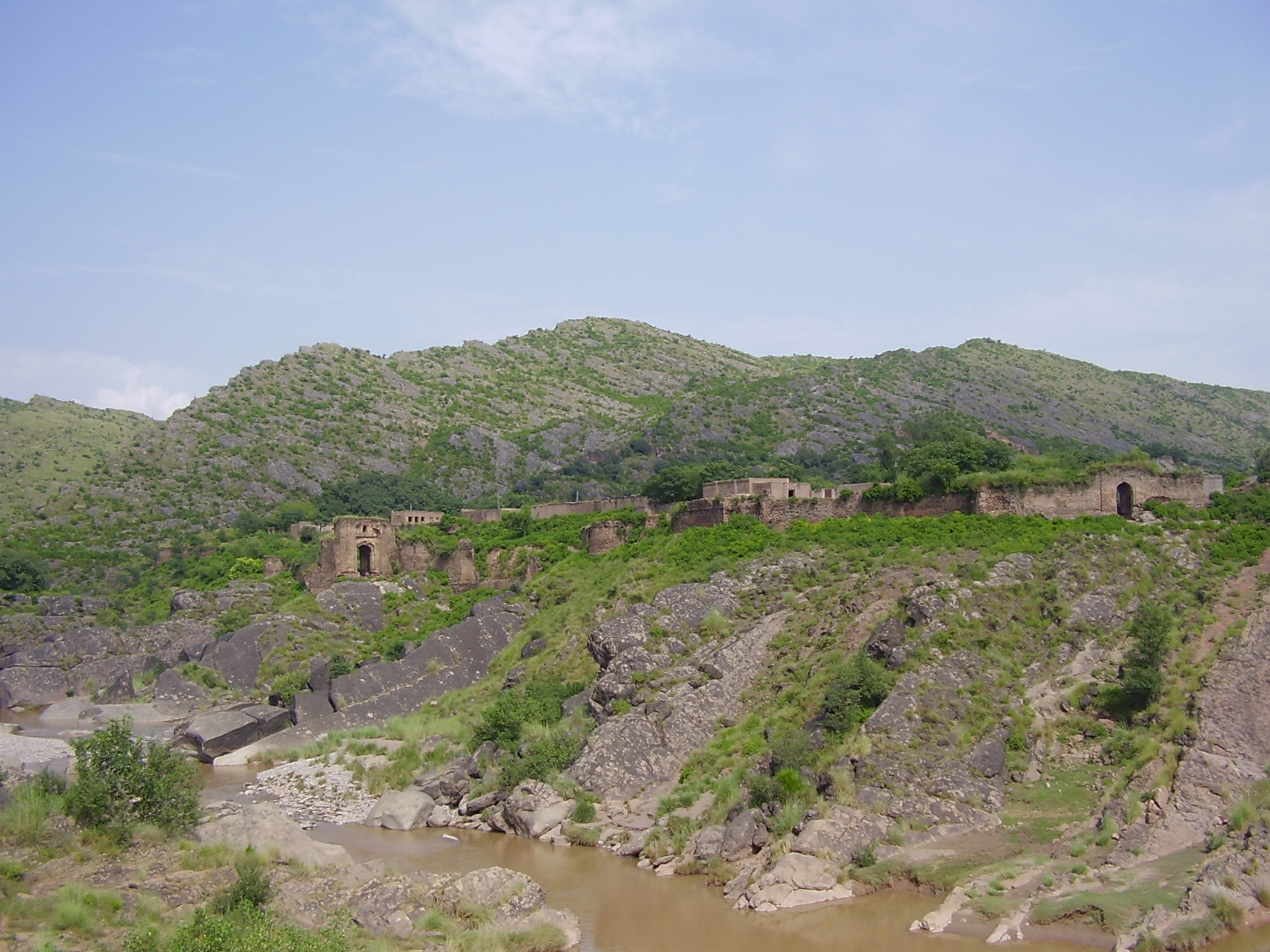
Fuerte de Pharwala

El fuerte de Pharwala está a unos 40 kilómetros de Rawalpindi, más allá de la carretera de Lehtrar. El gobernante Gakhar, el sultán Kai Gohar, lo construyó en el siglo X sobre las ruinas de un fuerte Shahi hindú del siglo X. Los Gakhar gobernaron la región de Pothohar durante unos ochocientos cincuenta años. El emperador Babur atacó el fuerte en 1519 d. C. antes de que Hathi (Hammad) Khan lo reconociera.

### Templos de Katas Raj

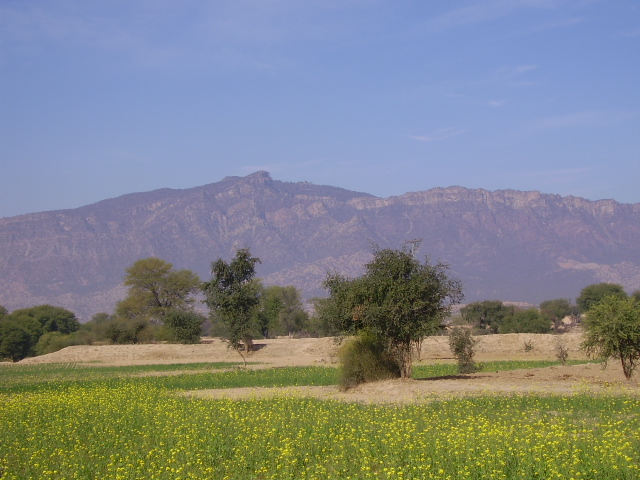
Tilla Jogian, segundo pico más alto de Pothohar.

La Cordillera de la Sal está salpicada de templos hindúes, de los cuales el más notable es el de Katasraj. Situado a 25 kilómetros de Chakwal, Katasraj es notable en muchos aspectos. El templo fue abandonado por los hindúes locales cuando emigraron al este del Punjab en 1947. Se asocian a él muchas leyendas sagradas para los hindúes, algunas de las cuales implican a la propia deidad hindú Shiva. Siempre ha sido lugar de peregrinación sagrada. En la actualidad, los fieles hindúes peregrinan al templo todos los años y se bañan en el estanque sagrado alrededor del cual está construido el Katasraj. Esto se debe a un acuerdo entre India y Pakistán. Según la mitología hindú, los cinco hermanos Pandava, héroes de la epopeya sánscrita Mahābhārata, permanecieron aquí durante cuatro de los 14 años que pasaron en el exilio. Aunque Katas Raj no ha recibido mucha publicidad, los dos templos semiderruidos del periodo Hindú Shahi (650-950 d. C.) han sido fotografiados con frecuencia por periódicos y revistas de historia.
Un proyecto conjunto con los profesores Abdur Rehman, expresidente del Departamento de Arqueología de la Universidad de Peshawar, y Farid Khan, fundador de la Sociedad del Patrimonio de Pakistán, ha comenzado a analizar y documentar estos importantes monumentos en la historia de la arquitectura de los templos del sur de Asia, con financiación de la Universidad de Pensilvania. Se han llevado a cabo dos temporadas de excavación en el sitio de Kafirkot Norte.